# World Science Fiction Society
Die World Science Fiction Society (WSFS) ist eine literarische Organisation, deren Aufgaben die Verbreitung der Science-Fiction-Literatur, die Preisvergabe des Hugo Award, die Auswahl des Ortes des jährlich stattfindenden Worldcon, die Wahl der für die Ausrichtung des Worldcon zuständigen Komitees und die Veranstaltung der North American Science Fiction Conventions (NASFiCs) ist.
Außerdem verleiht die Gesellschaft den John W. Campbell Award for Best New Writer in Science Fiction und, von 1974 bis 1980, den Gandalf Grand Master Award für bedeutende Leistungen in der Fantasy-Literatur.

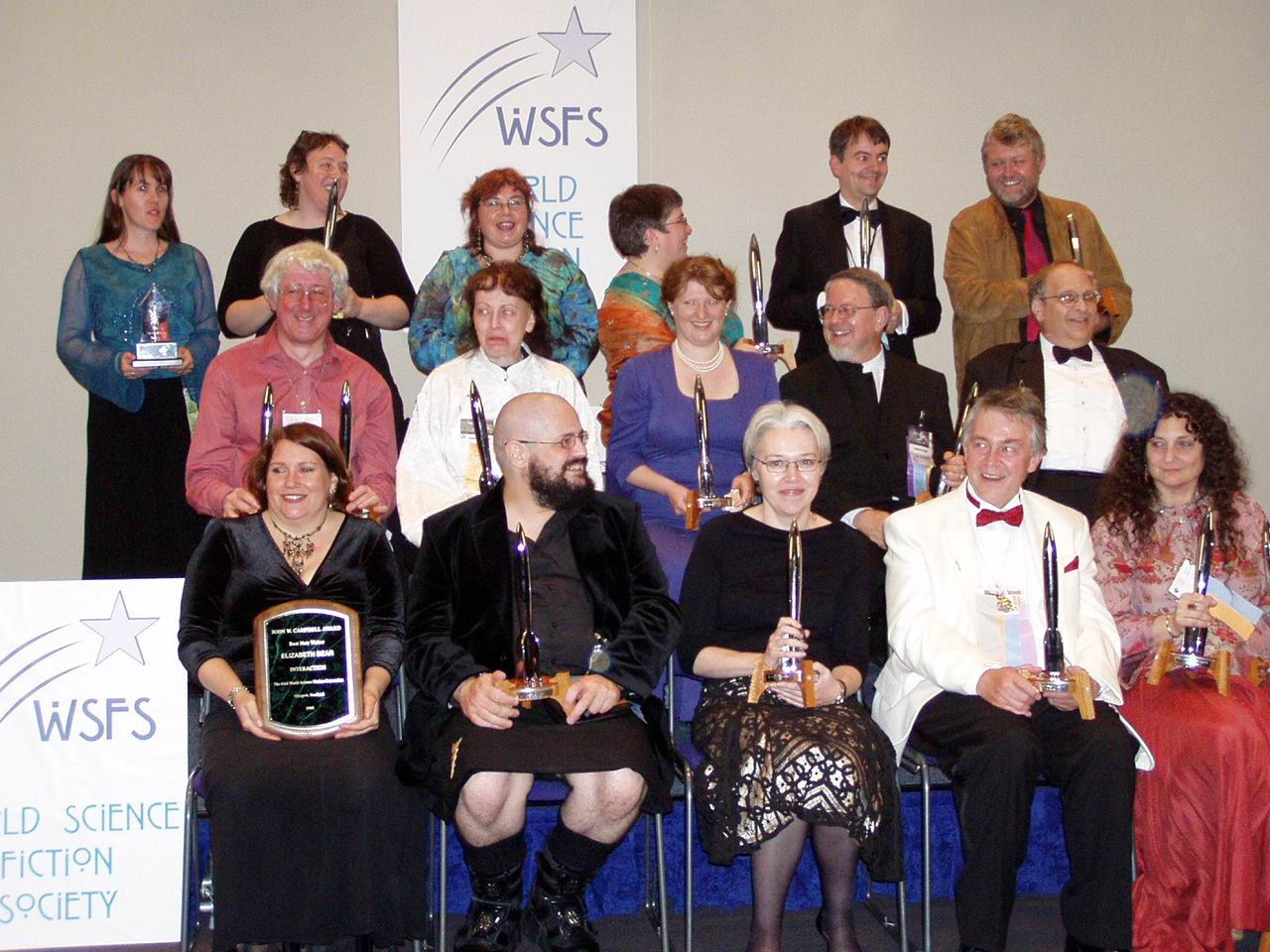
Hugo preisträger 2005.

## Hugo Award
Der Hugo Award ist ein seit 1953 verliehener, nach Hugo Gernsback, einem Pionier der Science-Fiction, benannter Leserpreis.
Er gilt als einer der wichtigsten Preise in der SF-Literatur und wird jährlich durch die Teilnehmer des SF-Worldcons verliehen, in der Regel für Werke, die im vergangenen Jahr veröffentlicht wurden. Zwar liegt der Fokus auf der SF-Literatur, jedoch wird der Hugo Award auch für Werke aus dem Bereich der Fantasy-Literatur verliehen.

## Worldcon
Der Worldcon (World Science Fiction Convention) ist eine jährlich veranstaltete Versammlung der WSFS. Der erste Weltkonvent fand vom 2. bis 4. Juli 1939 anlässlich der Weltausstellung in New York statt. In den beiden folgenden Jahren fanden zwei weitere Weltkonvente statt, doch wurde die Versammlung während des Zweiten Weltkriegs unterbrochen und erst 1946 wieder veranstaltet.
Auf dem Worldcon wird der begehrte Hugo Award vergeben. Neben dem Hugo werden auf der Worldcon auch noch weitere Awards vergeben: der John W. Campbell Memorial Award für den besten neuen Autor, sowie der Gandalf Award.